# Accord de libre-échange entre le Chili et l'Inde
L'accord de libre-échange entre le Chili et l'Inde est un accord de libre-échange signé le 20 janvier 2005 et mis en application le 17 juillet 2007,. Le traité porte sur une réduction et non une suppression des droits de douane sur une très large partie, près de 90 % des produits échangés par les deux pays.